# Pigwowiec chiński
Pigwowiec chiński (Pseudocydonia sinensis) – gatunek rośliny wieloletniej z rodziny różowatych (Rosaceae). Reprezentuje monotypowy rodzaj Pseudocydonia. Występuje w środkowych i wschodnich Chinach, a jako gatunek introdukowany na Półwyspie Koreańskim, w Japonii i Kalifornii. W naturze rośnie w skalistych lasach. Uznawana jest za atrakcyjne drzewo ozdobne, ale uprawiane jest rzadko. Owoce są jadalne.

## Morfologia
PokrójKrzew lub drzewo osiągające wysokość do 10 m. Pędy okrągłe na przekroju, za młodu owłosione, ale szybko łysiejące, pozbawione cierni.
LiścieSkrętoległe, sezonowe. Wspierające je przylistki są jajowate do lancetowatych, o długości do 12 mm, nagie, zaostrzone, na brzegu piłkowane gruczołowato. Ogonek liściowy omszony, o długości do 1 cm. Blaszka liściowa eliptyczno-jajowata, o długości 5–8 cm i szerokości 3,5–5,5 cm. Za młodu jest żółtobiało owłosiona, ale szybko łysieje. Brzeg blaszki jest bardzo ostro, ościście piłkowany.
KwiatyPojedyncze, na szypułkach nagich, do 1 cm długości. Hypancjum dzwonkowate. Działki kielicha odgięte, trójkątnie lancetowate, do 1 cm długości. Płatki korony zaróżowione, zaokrąglone na szczycie, u nasady ściągnięte w krótki paznokieć. Korona osiąga średnicę 2,5–3 cm. Pręciki są liczne i krótkie – osiągają ok. połowy długości płatków. Zalążnia jest dolna, złożona z 3–5 owocolistków, w których rozwijają się liczne zalążki.
OwoceJabłkowate (zewnętrzna skórka i miąższ powstaje z dna kwiatowego), krótkoszypułkowe, wąskoelipsoidalne, osiągające 10–15 cm długości.

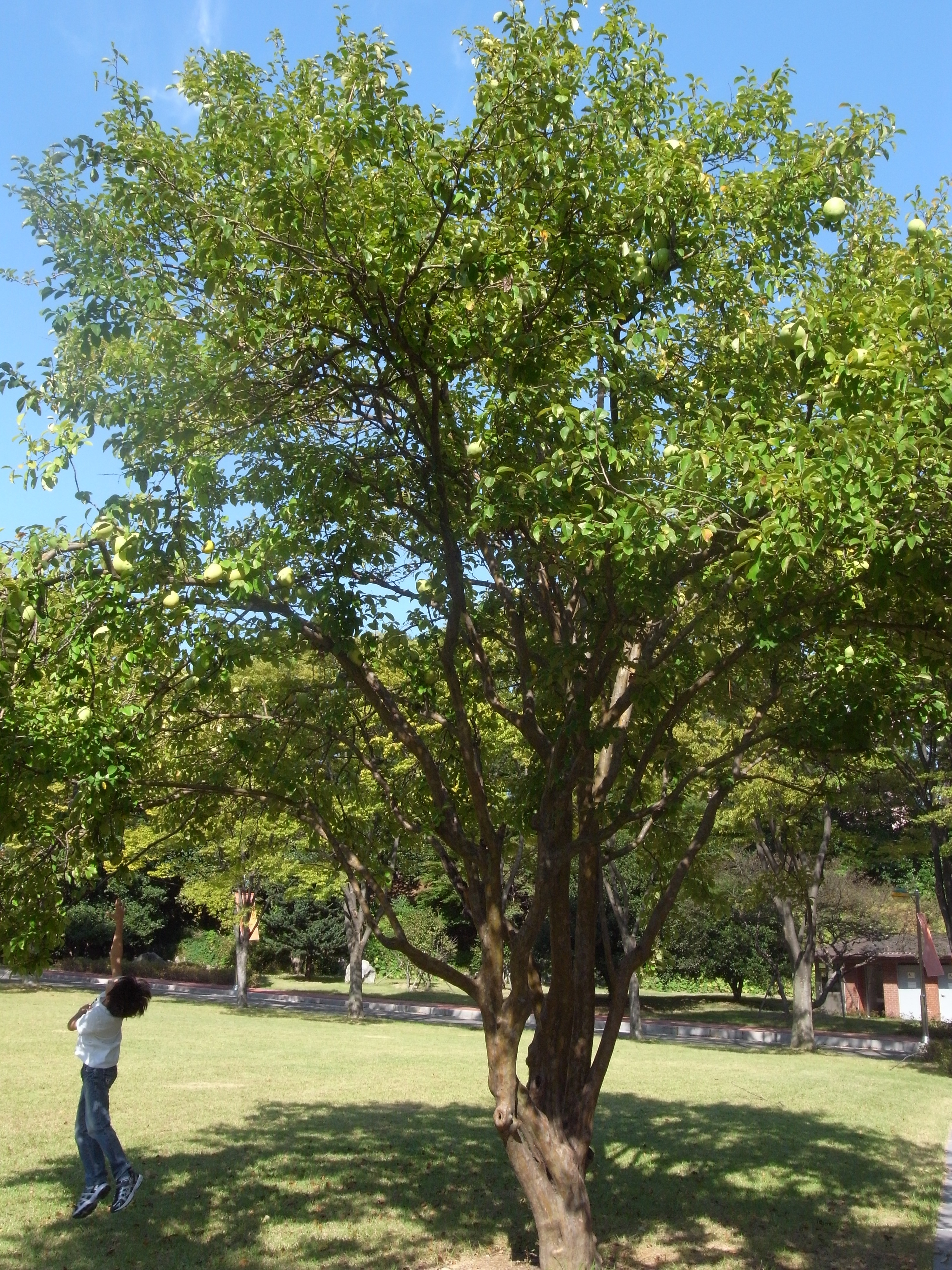
Pokrój
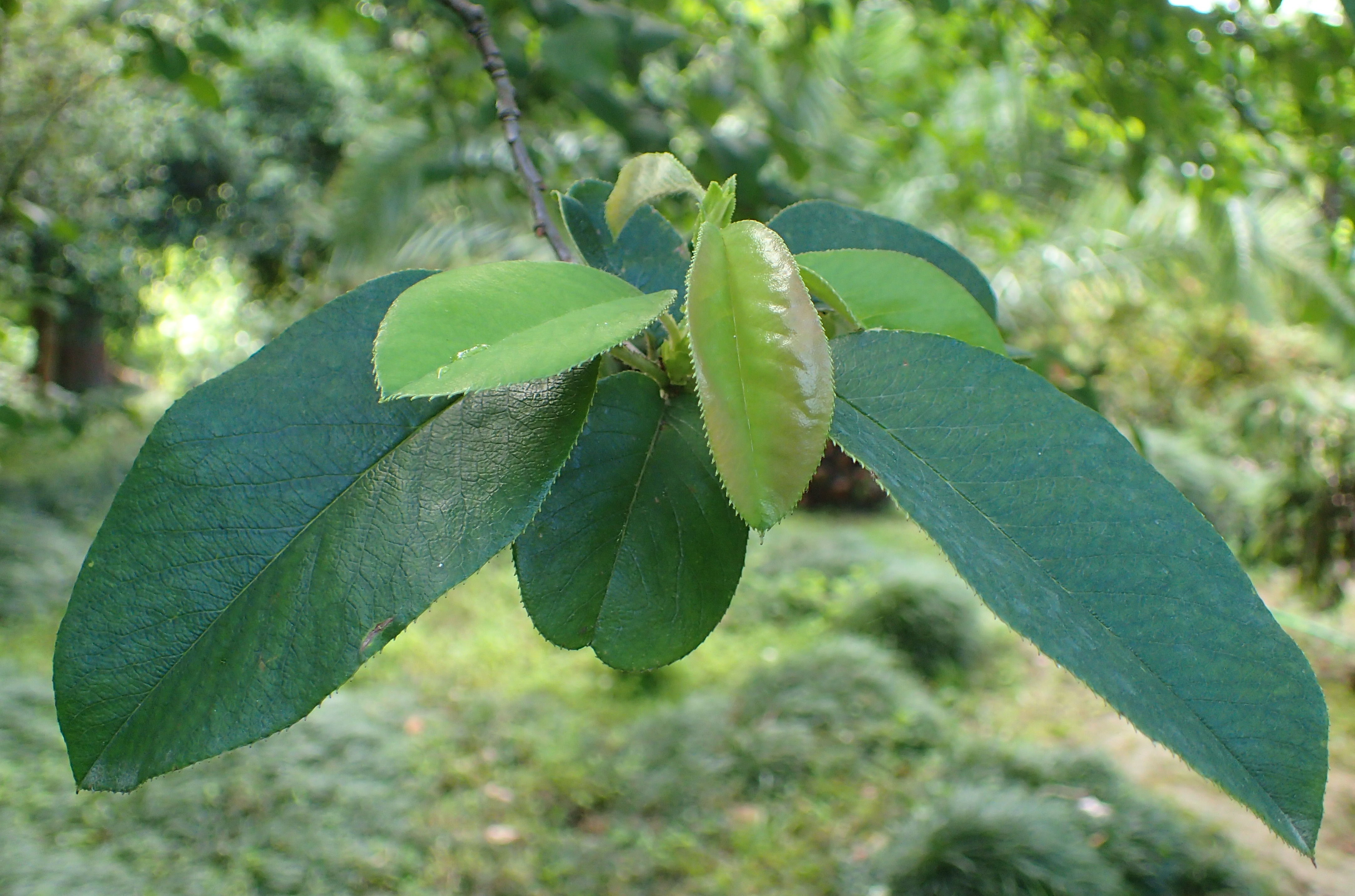
Liście
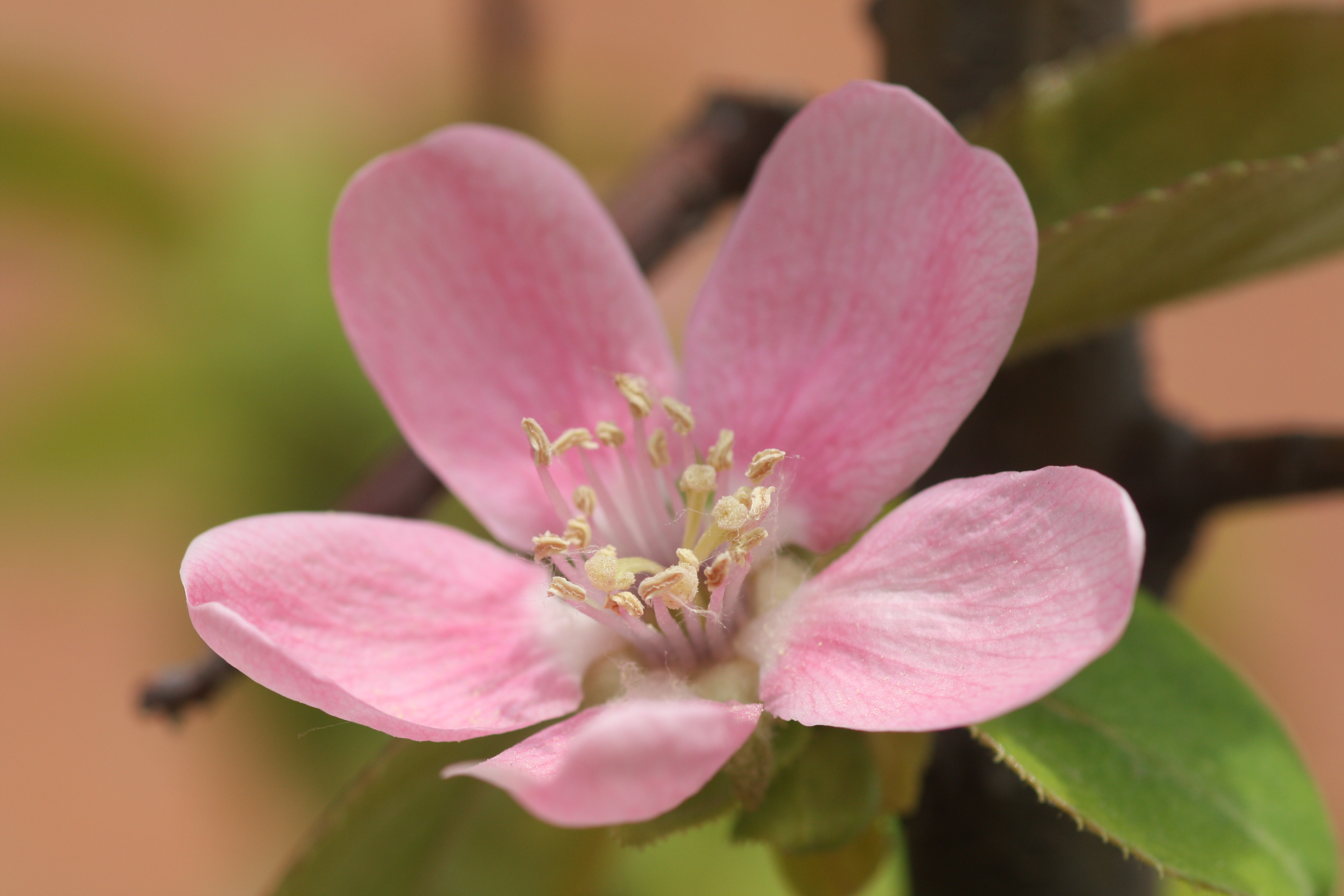
Kwiat
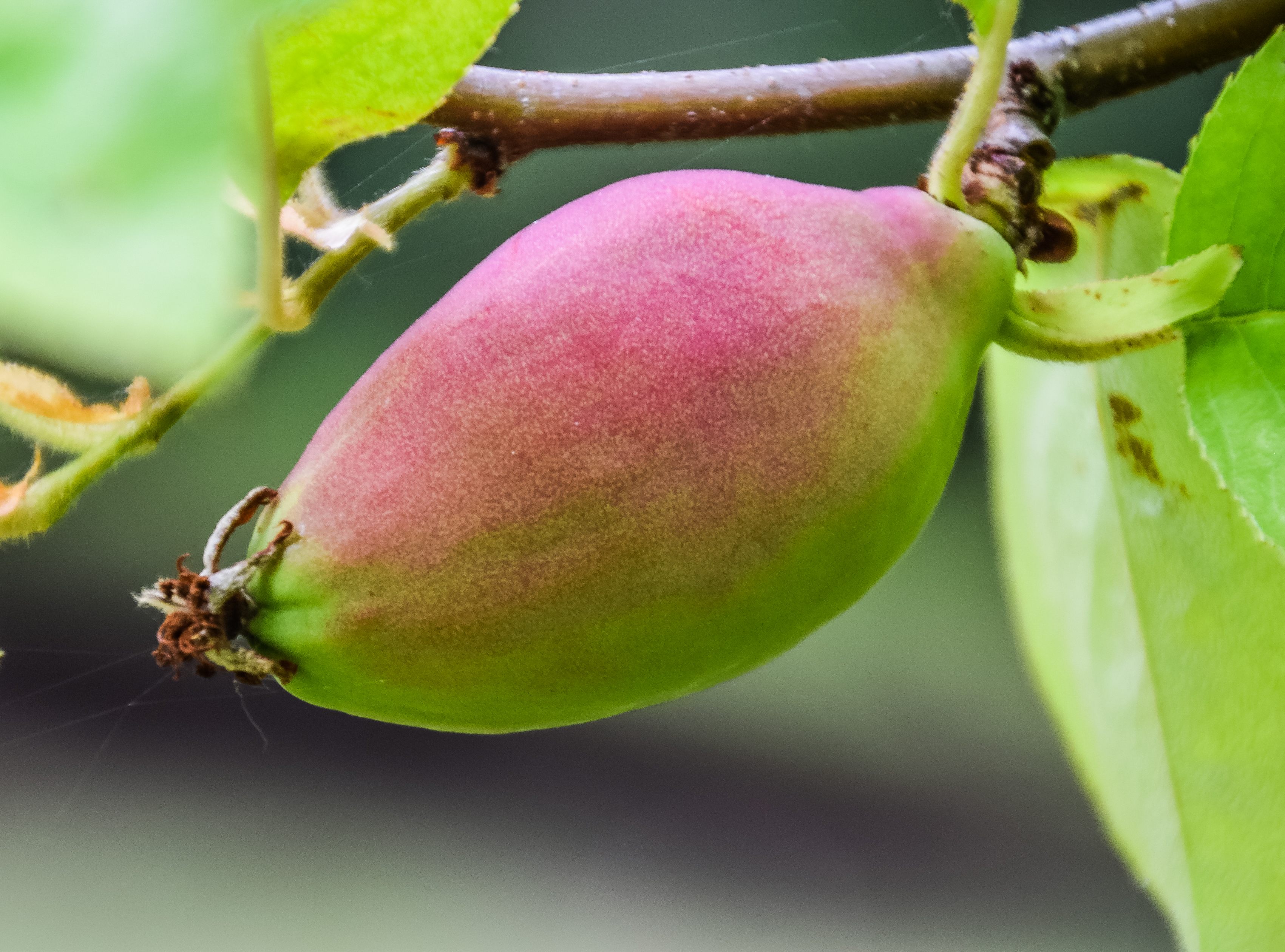
Owoc

## Systematyka
Gatunek z monotypowego rodzaju Pseudocydonia należącego do podplemienia Malinae, plemienia Maleae, podrodziny Amygdaloideae w obrębie rodziny różowatych Rosaceae.
W przeszłości gatunek klasyfikowany był do różnych rodzajów, czego efektem jest długa lista nazw synonimicznych.

## Zastosowanie
Sztuka kulinarna: owoce są twarde i bardzo cierpkie, dlatego też nie nadają się do spożycia w stanie surowym. W kuchni japońskiej (jap. 花梨 karin) wykorzystuje się je natomiast jako na przetwory: dżemy, galaretki. Popularne są również owoce kandyzowane.